# Saipem 10000
La Saipem 10000 è una nave di perforazione petrolifera, doppio rig, facente parte della flotta della Saipem, ex società del gruppo Eni. La nave è stata costruita nei cantieri coreani Samsung di Kyungnam, consegnata nel 2000.
Si tratta di una nave di perforazione dalle elevate prestazioni, in grado di eseguire la perforazioni di pozzi in fondali di profondità fino a 10.000 piedi (oltre 3.000 metri). Il posizionamento della nave è garantito da un sistema computerizzato collegato al sistema GPS che coordina la spinta di 6 propulsori Ulstein orientabili da 4.000 kW a 730 rpm ciascuna. Viene alimentata attraverso 6 generatori Wartsila da 7.000 kW.
La nave viene utilizzata sia per perforazioni esplorative che per la realizzazione di pozzi di sviluppo di giacimenti già conosciuti. Può inoltre essere utilizzata nelle opere di completamento dei pozzi e nelle prime fasi di produzione con relativi test, grazie alla sua capacità di immagazzinamento di greggio, pari a 140.000 barili.

## Caratteristiche tecniche

### Dimensioni
- Lunghezza fuori tutto: 228 m.
- Larghezza: 42 m.
- Pescaggio: 19 m.
- Dislocamento: 97.500 t.

### Possibilità operative
- Fondale massimo: oltre 10.000 piedi
- Profondità massima di perforazione: oltre 30.000 piedi

### Torre di perforazione
- Dimensioni alla base: 80 x 60 piedi
- Dimensioni alla sommità: 60 x 20 piedi
- Altezza: 200 piedi
- Portata del gancio: 2.000.000 libbre
- Dotata di sistema automatico di aggancio e rimozione in grado di manovrare dalle aste di perforazione (drill pipes) del diametro di 3 1/2 pollici fino ai tubi di rivestimento (casing) del diametro di 13 3/8 pollici
- Tavola rotary con apertura massima di 60 1/2 pollici, azionata da un motore idraulico, con massimo carico di 907 t.

### Altra attrezzatura operativa
- 4 gru con portata di 85 t. con braccio a 18,4 m.
- Argano principale con freno a rigenerazione e doppio freno a disco, azionato da 3 motori elettrici da 1.420 hp ciascuno
- Piattaforma di atterraggio per elicotteri
- Strutture residenziali per un equipaggio di 200 unità (l'equipaggio in condizioni operative normali è di 160 unità)